# Obejd al-Doszarí
Obejd al-Doszarí (arabul: عُبيد الدوسري); 1975. október 2. –) szaúd-arábiai válogatott labdarúgó.

## Pályafutása

### Klubcsapatban
1993 és 2000 között az el-Vahda csapatában játszott. 2000 és 2005 között az el-Áhlí, 2005 és 2007 között a Damak játékosa volt. Egyszeres szaúdi bajnok (1996).

### A válogatottban
1994 és 2002 között 94 alkalommal játszott a szaúd-arábiai válogatottban és 41 gólt szerzett. Tagja volt az 1996. évi nyári olimpiai játékokon szereplő válogatott keretének és részt vett az 1998-as és a 2002-es világbajnokságon, az 1995-ös és az 1997-es konföderációs kupán, illetve a 2000-es Ázsia-kupán.

## Sikerei, díjai
el-Vahda
- Szaúd-arábiai bajnok (1): 1995–96

Szaúd-Arábia
- Ázsia-kupa döntős (1): 2000